# Triple Corona del waterpolo argentino
Galardón que obtiene un equipo cuando se consagra campeón de todas las competencias oficiales de la División de Honor del Water Polo Argentino (Campeonato Argentino - Liga Nacional de Honor - Súper 6) en una misma temporada.
Desde el año 2009, en el que se inaugura el campeonato Súper 6 y se instituye esta distinción, sólo un equipo ha conseguido alzarse con las 3 competencias oficiales de un mismo año y hacerse acreedor de este premio.
- Triple Corona 2010: Gimnasia y Esgrima de Rosario
- Triple Corona 2011: Gimnasia y Esgrima de Rosario
- Triple Corona 2014: Gimnasia y Esgrima de Rosario
- Triple Corona 2015: Gimnasia y Esgrima de Rosario
- Triple Corona 2017: Gimnasia y Esgrima de Rosario

- Datos: Q6152837